# Fußball-Bundesliga 1992/93 (Frauen)
Die Fußball-Bundesliga 1992/93 war die dritte Saison der Fußball-Bundesliga der Frauen. Der TuS Niederkirchen entthronte den TSV Siegen durch einen 2:1-Sieg nach Verlängerung. Es war die letzte Saison, in der ein Frauenfußballspiel nur 2 × 40 Minuten dauerte.

## Saisonverlauf
Erneut dominierte der TSV Siegen die Nordgruppe nach Belieben. Immerhin musste der TSV die erste Niederlage während der Saison hinnehmen, als man zu Hause 2:1 gegen VfR Eintracht Wolfsburg verlor. Grün-Weiß Brauweiler konnte souverän den zweiten Platz verteidigen. Den größten Sprung schaffte Fortuna Sachsenroß Hannover von Platz acht auf vier. Den umgekehrten Weg nahm der ehemalige Serienmeister SSG 09 Bergisch Gladbach. Beide Aufsteiger erwiesen sich als zu schwach für die Bundesliga und mussten postwendend absteigen. Der TV Jahn Delmenhorst blieb sogar sieglos.
Im Süden war der TuS Niederkirchen das Maß aller Dinge. Zusammen mit den FSV Frankfurt zog man ins Halbfinale ein. Der VfR 09 Saarbrücken wurde zum dritten Mal in Folge Dritter. Im Tabellenmittelfeld gab es nur wenige Veränderungen. Spannend verlief der Abstiegskampf. Der TSV Battenberg konnte mit einem Punkt Vorsprung vor Wacker München die Klasse halten. Die Münchenerinnen spielten zehn Mal unentschieden, ein bis heute gültiger Rekord. Wacker München wurde vom TSV Ludwigsburg begleitet.
Der Schmalfelder SV schaffte den sofortigen Wiederaufstieg. Nachdem man im Vorjahr gescheitert war, schaffte der FC Rumeln-Kaldenhausen und der SC 07 Bad Neuenahr den Aufstieg. Vierter Aufsteiger war der TuS Wörrstadt, der 1974 die erste deutsche Meisterschaft im Frauenfußball gewann.

## Nord

### Abschlusstabelle
| Pl. | Verein                      | Sp. | S  | U | N  | Tore    | Diff. | Punkte |
| --- | --------------------------- | --- | -- | - | -- | ------- | ----- | ------ |
| 1.  | TSV Siegen (M)              | 18  | 16 | 1 | 1  | 061:600 | +55   | 33:30  |
| 2.  | Grün-Weiß Brauweiler        | 18  | 12 | 4 | 2  | 045:100 | +35   | 28:80  |
| 3.  | VfB Rheine                  | 18  | 10 | 2 | 6  | 035:210 | +14   | 22:14  |
| 4.  | Fortuna Sachsenroß Hannover | 18  | 9  | 3 | 6  | 032:260 | +6    | 21:15  |
| 5.  | KBC Duisburg                | 18  | 7  | 6 | 5  | 033:280 | +5    | 20:16  |
| 6.  | Tennis Borussia Berlin      | 18  | 8  | 2 | 8  | 023:250 | −2    | 18:18  |
| 7.  | VfR Eintracht Wolfsburg     | 18  | 7  | 1 | 10 | 027:420 | −15   | 15:21  |
| 8.  | SSG 09 Bergisch Gladbach    | 18  | 5  | 2 | 11 | 022:420 | −20   | 12:24  |
| 9.  | STV Lövenich (N)            | 18  | 2  | 3 | 13 | 014:430 | −29   | 07:29  |
| 10. | TV Jahn Delmenhorst (N)     | 18  | 0  | 4 | 14 | 005:540 | −49   | 04:32  |

| (M) | Titelverteidiger                      |
| (N) | Aufsteiger aus der Regional-/Oberliga |

### Kreuztabelle
Die Kreuztabelle stellt die Ergebnisse aller Spiele dieser Saison dar. Die Heimmannschaft ist in der linken Spalte aufgelistet und die Gastmannschaft in der obersten Reihe.
| 1992/93 Nord | 1992/93 Nord                | TSV Siegen | Grün-Weiß Brauweiler | FFC Heike Rheine | Fortuna Sachsenroß Hannover | KBC Duisburg | Tennis Borussia Berlin | VfR Eintracht Wolfsburg | SSG 09 Bergisch Gladbach | STV Lövenich | TV Jahn Delmenhorst |
| 1.           | TSV Siegen                  | –          | 0:0                  | 3:0              | 2:0                         | 2:0          | 2:0                    | 1:2                     | 3:0                      | 3:0          | 8:0                 |
| 2.           | Grün-Weiß Brauweiler        | 0:1        | –                    | 2:1              | 5:2                         | 2:2          | 4:0                    | 5:1                     | 3:1                      | 6:0          | 1:0                 |
| 3.           | VfB Rheine                  | 1:3        | 0:2                  | –                | 0:0                         | 1:0          | 1:0                    | 2:0                     | 3:1                      | 3:0          | 4:0                 |
| 4.           | Fortuna Sachsenroß Hannover | 0:6        | 1:0                  | 3:3              | –                           | 1:1          | 2:0                    | 1:0                     | 0:1                      | 2:0          | 4:0                 |
| 5.           | KBC Duisburg                | 2:4        | 0:0                  | 3:2              | 1:3                         | –            | 0:0                    | 3:1                     | 3:1                      | 3:3          | 1:1                 |
| 6.           | Tennis Borussia Berlin      | 1:5        | 0:3                  | 2:0              | 3:2                         | 0:3          | –                      | 1:2                     | 4:0                      | 1:0          | 1:0                 |
| 7.           | VfR Eintracht Wolfsburg     | 0:6        | 0:4                  | 1:2              | 1:2                         | 5:0          | 0:4                    | –                       | 3:2                      | 2:1          | 3:0                 |
| 8.           | SSG 09 Bergisch Gladbach    | 0:6        | 0:3                  | 0:1              | 3:2                         | 1:5          | 1:3                    | 5:2                     | –                        | 0:0          | 3:0                 |
| 9.           | STV Lövenich                | 0:3        | 0:4                  | 0:3              | 0:3                         | 0:2          | 0:3                    | 2:2                     | 1:3                      | –            | 4:0                 |
| 10.          | TV Jahn Delmenhorst         | 0:3        | 1:1                  | 1:8              | 0:4                         | 1:4          | 0:0                    | 1:2                     | 0:0                      | 0:3          | –                   |

## Süd

### Abschlusstabelle
| Pl. | Verein             | Sp. | S  | U  | N  | Tore    | Diff. | Punkte |
| --- | ------------------ | --- | -- | -- | -- | ------- | ----- | ------ |
| 1.  | TuS Niederkirchen  | 18  | 15 | 2  | 1  | 052:900 | +43   | 32:40  |
| 2.  | FSV Frankfurt (P)  | 18  | 11 | 3  | 4  | 034:160 | +18   | 25:11  |
| 3.  | VfR 09 Saarbrücken | 18  | 8  | 4  | 6  | 021:190 | +2    | 20:16  |
| 4.  | SG Praunheim       | 18  | 8  | 4  | 6  | 020:190 | +1    | 20:16  |
| 5.  | VfL Sindelfingen   | 18  | 6  | 5  | 7  | 026:200 | +6    | 17:19  |
| 6.  | TuS Ahrbach        | 18  | 7  | 3  | 8  | 030:400 | −10   | 17:19  |
| 7.  | SC Klinge Seckach  | 18  | 5  | 5  | 8  | 027:270 | ±0    | 15:21  |
| 8.  | TSV Battenberg (N) | 18  | 4  | 5  | 9  | 018:340 | −16   | 13:23  |
| 9.  | Wacker München (N) | 18  | 1  | 10 | 7  | 017:280 | −11   | 12:24  |
| 10. | TSV Ludwigsburg    | 18  | 4  | 1  | 13 | 011:440 | −33   | 09:27  |

| (P) | Pokalsieger 1991/92                   |
| (N) | Aufsteiger aus der Regional-/Oberliga |

### Kreuztabelle
Die Kreuztabelle stellt die Ergebnisse aller Spiele dieser Saison dar. Die Heimmannschaft ist in der linken Spalte aufgelistet und die Gastmannschaft in der obersten Reihe.
| 1992/93 Süd | 1992/93 Süd        | TuS Niederkirchen | FSV Frankfurt | VfR 09 Saarbrücken | SG Praunheim | VfL Sindelfingen | TuS Ahrbach | SC Klinge Seckach | TSV Battenberg | FFC Wacker München | TSV Ludwigsburg |
| 1.          | TuS Niederkirchen  | –                 | 1:0           | 2:0                | 1:1          | 3:2              | 3:0         | 3:1               | 4:0            | 1:0                | 6:0             |
| 2.          | FSV Frankfurt      | 1:0               | –             | 1:0                | 0:2          | 0:2              | 5:0         | 5:2               | 0:0            | 2:2                | 1:0             |
| 3.          | VfR 09 Saarbrücken | 1:5               | 3:2           | –                  | 2:1          | 1:0              | 0:1         | 2:1               | 3:0            | 1:1                | 2:0             |
| 4.          | SG Praunheim       | 0:2               | 1:2           | 1:2                | –            | 1:0              | 2:1         | 2:1               | 2:1            | 1:1                | 1:0             |
| 5.          | VfL Sindelfingen   | 2:4               | 0:1           | 0:0                | 1:1          | –                | 1:1         | 1:2               | 0:0            | 0:2                | 3:0             |
| 6.          | TuS Ahrbach        | 1:5               | 0:4           | 0:2                | 4:2          | 1:2              | –           | 4:3               | 2:0            | 2:2                | 4:1             |
| 7.          | SC Klinge Seckach  | 0:0               | 0:1           | 2:1                | 0:1          | 1:1              | 0:1         | –                 | 3:3            | 1:1                | 3:0             |
| 8.          | TSV Battenberg     | 0:5               | 3:3           | 1:1                | 1:0          | 0:2              | 3:4         | 1:2               | –              | 2:1                | 1:0             |
| 9.          | Wacker München     | 0:2               | 0:4           | 0:0                | 0:0          | 1:4              | 2:2         | 0:0               | 1:2            | –                  | 2:2             |
| 10.         | TSV Ludwigsburg    | 0:5               | 0:2           | 1:0                | 0:1          | 1:5              | 3:2         | 0:5               | 1:0            | 2:1                | –               |

## Endrunde um die deutsche Meisterschaft

### Halbfinale
Die Spiele fanden am 31. Mai und 6. Juni 1993 statt. Die jeweils erstgenannte Mannschaft hatte im Hinspiel Heimrecht.
|                   | Gesamt |                      | Hinspiel | Rückspiel |
| ----------------- | ------ | -------------------- | -------- | --------- |
| TSV Siegen        | 5:0    | FSV Frankfurt        | 2:0      | 3:0       |
| TuS Niederkirchen | 5:4    | Grün-Weiß Brauweiler | 4:3      | 1:1       |

### Finale
| TuS Niederkirchen                             | TuS Niederkirchen | TSV Siegen | TSV Siegen |
| --------------------------------------------- | --- | --- | ---------- |
| TuS Niederkirchen                             | \| 20. Juni 1993 in Limburgerhof (Waldstadion) \| \| Ergebnis: 2:1 n. V. (1:1, 0:1) \| \| Zuschauer: 5.000 \| \| Schiedsrichterin: Isabelle Peil (Saarbrücken) \|                                                                                 | \| 20. Juni 1993 in Limburgerhof (Waldstadion) \| \| Ergebnis: 2:1 n. V. (1:1, 0:1) \| \| Zuschauer: 5.000 \| \| Schiedsrichterin: Isabelle Peil (Saarbrücken) \|                                                                                    | TSV Siegen |
| TuS Niederkirchen                             | Pia Boss – Michaela Trimpop – Anja Heitmann, Claudia Obermeier, Beate Mayer – Sabina Wölbitsch (70. Sonja Brecht), Christine Fütterer, Ute Scherer, Stefanie Dums (85. Carmen Seyfert) – Heidi Mohr, Patricia Grigoli Cheftrainer: Edgar Hoffmann | Silke Rottenberg – Andrea Euteneuer – Jutta Nardenbach, Marjan Veldhuizen, Loes Camper – Britta Unsleber, Heike Czyganowski, Silvia Neid (88. Meike Fitzner), Doris Fitschen – Michaela Kubat, Gaby Mink (91. Nadine Siwek) Cheftrainer: Gerd Neuser | TSV Siegen |
| TuS Niederkirchen                             | 1:1 Heidi Mohr (42., Handelfmeter) 2:1 Heidi Mohr (99.) | 0:1 Silvia Neid (?.) | TSV Siegen |
| TuS Niederkirchen                             | Britta Unsleber (Handspiel) | | TSV Siegen |
| 20. Juni 1993 in Limburgerhof (Waldstadion)   | | |            |
| Ergebnis: 2:1 n. V. (1:1, 0:1)                | | |            |
| Zuschauer: 5.000                              | | |            |
| Schiedsrichterin: Isabelle Peil (Saarbrücken) | | |            |

## Statistik
Insgesamt fielen 553 Tore (Schnitt: 3,07). Davon entfielen auf die Nord-Gruppe 297 Tore (Schnitt 3,3) und auf die Süd-Gruppe 256 (Schnitt: 2,84). Torschützenkönigin wurde zum dritten Mal in Folge Heidi Mohr von TuS Niederkirchen mit 22 Toren.

## Aufstiegsrunde
Die grün markierten Vereine schafften den Aufstieg in die Bundesliga.

### Gruppe Nord
| Pl. | Verein                 | Sp. | S | U | N | Tore    | Diff. | Punkte |
| --- | ---------------------- | --- | - | - | - | ------- | ----- | ------ |
| 1.  | Schmalfelder SV (A)    | 6   | 5 | 1 | 0 | 015:100 | +14   | 11:10  |
| 2.  | FC Rumeln-Kaldenhausen | 6   | 3 | 2 | 1 | 016:700 | +9    | 08:40  |
| 3.  | SG Wattenscheid 09     | 6   | 2 | 0 | 4 | 011:130 | −2    | 04:80  |
| 4.  | 1. FC Lübars           | 6   | 0 | 1 | 5 | 002:230 | −21   | 01:11  |

### Gruppe Süd 1
| Pl. | Verein             | Sp. | S | U | N | Tore    | Diff. | Punkte |
| --- | ------------------ | --- | - | - | - | ------- | ----- | ------ |
| 1.  | SC 07 Bad Neuenahr | 6   | 5 | 1 | 0 | 023:300 | +20   | 11:10  |
| 2.  | SV Flörsheim       | 6   | 4 | 1 | 1 | 016:100 | +6    | 09:30  |
| 3.  | TSV Crailsheim     | 6   | 1 | 1 | 4 | 011:140 | −3    | 03:90  |
| 4.  | BSV Unterkotzau    | 6   | 0 | 1 | 5 | 004:270 | −23   | 01:11  |

### Gruppe Süd 2
| Pl. | Verein                  | Sp. | S | U | N | Tore    | Diff. | Punkte |
| --- | ----------------------- | --- | - | - | - | ------- | ----- | ------ |
| 1.  | TuS Wörrstadt           | 6   | 4 | 2 | 0 | 018:600 | +12   | 10:20  |
| 2.  | SC Freiburg             | 6   | 3 | 2 | 1 | 012:500 | +7    | 08:40  |
| 3.  | FSV Viktoria Jägersburg | 6   | 2 | 1 | 3 | 007:140 | −7    | 05:70  |
| 4.  | SG Kirchardt            | 6   | 0 | 1 | 5 | 005:170 | −12   | 01:11  |